# 女忍者椿的心事
《女忍者椿的心事》是由日本漫畫家山本崇一朗所創作的日本漫畫，於2018年1月12日發售的《月刊少年Sunday》2018年2月號起開始連載，至2023年5月12日連載結束。漫畫改編電視動畫由CloverWorks製作，並於2022年4月9日首播。

## 角色列表
聲優如無特殊說明均為電視動畫版的日語聲優。

### 戌班
椿（聲：夏吉優子【電視動畫】／佐倉綾音【漫畫廣告】）
本作主角。上級生。有著高額頭、高馬尾的少女，前途無量的優等生，擅長各種忍術，且擁有所有學生之中最強的變身術和分身術。生氣動怒時會變得可怕，唯獨怕幽靈且怕聽鬼故事。由於從小就和女性生活，隨著年齡增長而開始對男人有著莫名好奇與執著的幻想，一提到和男人有關的話題就容易控制不住情緒。一次偶然從華老師口中聽到「男人並不可怕」的事實，但在瞭解經過與歷史後答應幫忙隱瞞，作為少數知情者之一。內心渴望得到男女之間的「戀愛」關係，因而變成困擾她已久的“心事”。後來在泡溫泉時偶然收到來自蒼組的「男性」留下的信，長期瞞著老師與其他同伴而與他進行秘密書信往來，慢慢發展為雙方約好要私下見面的程度。對於自己即將打破規則而猶豫不決時，得到同伴們的聯合協助、以及華老師的默許之下順利與男性見面。她的帶頭之舉進而廢除茜組的「不能與男性見面」的規矩，與木蓮和杏李共同成為與蒼組“定期交流”的代表團，與心儀的男性保持著感情。
山茶花（聲：根本京里）
下級生。瞳孔有波紋的特徵。厚臉皮且毒舌，經常違反規定、排名榜首的問題兒童。喜歡椿並稱呼為「姐姐大人」，時常做一些舉動吸引注意。性格害羞，對初次見面的人很冷淡，但有時會主動關心。過去比現在還要調皮許多，性格也較為倔強。擅長火遁之術。也會使用變化之術，但變化不完全，身高和眼睛還是會維持原樣。後來得知椿心儀男性的真相而感到非常失落，但受朝顏的激將法所影響才開始慢慢理解，最後選擇支持椿的選擇。
朝顏（聲：鈴代紗弓）
下級生。有著金髮及褐色皮膚的少女。貪玩、貪吃又貪睡，同樣是問題兒童。力氣很大，能一下背的動兩個人。與山茶花經常吵架，實際上兩人感情非常好。幾乎所有的忍術都不擅長，給椿和山茶花造成不少負擔。容易餓肚子，在茜組中身為食量最大的“大胃王”，這也是她唯一的優勢。但時常因為喜歡食物的原因而中陷阱，並捲入麻煩的事情中。
龍膽（聲：小原好美）
上級生。於鄰近村莊轉來的轉學生，由於曾經生活的村裡有男性而吸引周圍人的注意。擅长「召來之術」，可以當場召喚他人來到現場，但極限是一個人，並且會消耗相當大的體力；後來經過練習而能召喚兩個人。性格害羞，時常用狐狸面具遮住臉部，直到後來才慢慢克服害羞，開始以真容示人，但仍將面具繫在頭上。不擅長畫畫，但會占卜。與椿有著共同語言，後來也鼓勵她去跟心儀的男性見面。

### 子班
蜀葵（聲：市之瀨加那）
上級生。為了求好心切而將責任放在心中，十分在意後輩對自己的觀感。缺乏主見，總是擔心自己沒有身為班長的威嚴，將椿視為嚮往的目標。擅長體術。
向日葵（聲：峯田茉優）
下級生。紮髮的開朗少女。做事主動積極，以至於經常自行為全班做決定，與悲觀的荻常常出現不同意見。
萩（聲：近藤玲奈）
下級生。具有相當消極與悲觀的性格，而與積極的向日葵成對比。擅長潛伏術。

### 丑班
紫苑（聲：長谷川育美）
上級生。特徵是戴髮箍、綁辮子，被紫陽花形容有些強勢，是個堅強又溫柔的少女。動畫中教導紫陽花如何近身格鬥。
鈴蘭（聲：遠野光）
上級生。身穿弓道服，溫柔的少女。不管是散步還是吃飯，時常照顧可愛的紫陽花。
紫陽花（聲：古賀葵）
下級生。可愛又討喜，非常擔心被兩位前輩太過溺愛自己，卻又發現自己離不開她們的呵護。為了證明自己能獨當一面，要求與椿決鬥，後因山茶花的嘲諷而決定先與山茶花決鬥。平手後被鈴蘭和紫苑認可，但還是被兩人寵著。同時也喜歡惡作劇，發現雛菊會因為看到比自己可愛的東西大哭後，曾與梅一同捉弄對方。

### 寅班
款冬（聲：南真由）
下級生。是寅班中實力最好的，虎杖與梅一起上都不是自己的對手。興趣是圍棋，因此與申班的山菊的關係很好。不常露出笑臉，一聽到冷笑話就會放聲大笑。
虎杖（聲：七瀨彩夏）
下級生。頭上有十字疤痕、黑色短髮的少女。喜歡惡作劇。擅長迅足之術，討厭學習。
梅（聲：和多田美咲）
下級生。與虎杖一唱一搭，同樣喜歡惡作劇。自身不擅長應付蛇。

### 卯班
花月（聲：會澤紗彌）
下級生。短棕髮的少女。被龍膽評為「可愛並受歡迎」。組內的歌唱擔當，也會作詞作曲。有著美妙動人的歌聲，但如果施加壓力的話，心情容易陷入低谷。討厭蟲子。
木槿（聲：伊藤彩沙）
下級生。組內的小太鼓擔當。
杜鵑（聲：幸村惠理）
下級生。留有白色遮眼髮的少女。擅長的術是「草鐮」。組內的橫笛擔當，喜歡花月唱的歌。討厭吵鬧。

### 辰班
緋桐（聲：貫井柚佳）
上級生。喜歡正義，認為正確引導班員是自己的職責。擅長的術是「旋風之術」，可以製造一陣強風將周遭障礙物移除。
蘿蔔（聲：高田憂希）
上級生。好奇心旺盛且直來直往的雙馬尾少女。擅長的術是「感知」。非常相信自己的直覺。喜歡熱鬧的地方。
蓮（聲：佳原萌枝）
下級生。喜歡繪圖、討厭暴力的少女。擅長擾亂目標方向感的「方位轉向術」，平常會時不時離開班上的兩人前往散步，實際上在某個山洞作畫。

### 巳班
茴香（聲：朝日奈丸佳）
下級生。唯一由兩人組成的巳班成員。著紅白色系服裝。有著高馬尾往左前方放的特徵。擅長「催眠鈴之術」，會和桔梗共同施展。
桔梗（聲：田中美海）
下級生。與茴香一唱一搭、形影不離的摯友，不同點是著藍色系服裝，並有著高馬尾往右前方放的特徵。

### 午班
雛菊（聲：高野麻里佳）
上級生。綁著高馬尾的棕髮少女，穿著粉色忍者服。為人十分嬌縱，自尊心極強，若意識到有他人比自己可愛，會自暴自棄哭起來。擅長「忘我之術」，若以手直接碰觸施術對象的嘴唇，可以進行短暫的心靈控制。
旌節花（聲：長繩麻理亞）
上級生。短髮美少女。平時總是和雛菊貼在一起，作為她的忠實崇拜者。
鬼百合（聲：大地葉）
上級生。穿著歌舞伎演員服裝，長髮的特徵，一板一眼。擅長「影縛之術」，必須踩住別人的影子來發揮作用，擁有瞬間壓制山茶花和朝顏的戰鬥力。

### 未班
杏李（聲：山根綺）
上級生。自稱是「天才」的粉髮少女，擁有與椿不分軒輊的實力，也擅長所有忍術。看似持才而傲、懶散輕浮，一到練習時間就會前往某處午睡。實際上是個努力家，盡可能不讓人看到自己獨自練習時的樣子，茜組中只有椿和老師知道。
從小就將椿視為對手，多次提出與她對決，來發揮自己修行的成果。對男性也抱有一絲幻想，因此特別關注頗有心事的椿，以至於察覺出椿的意圖，並以自己的方式鼓勵椿去跟男性見面。最後與椿和木蓮成為茜組代表團，定期與蒼組的男性會面。
水芭蕉（聲：石見舞菜香）
上級生。藍髮灰瞳，綁著麻花辮的少女。外號「陷阱天才」，手上無時不刻拿著關於陷阱的書，因過度沉迷於陷阱相關的事物，有忍不住四處佈置陷阱的壞習慣。喜歡讀書，討厭蟲。
馬利筋（聲：富田美憂）
下級生。喜歡修行、總是把「努力」掛在嘴上的少女，小小身形卻背著大卷軸。對於看上去懶散的杏李前輩不是很滿意，實際上以杏李為目標而努力。怕冷，擅長隱身術。

### 申班
木蓮（聲：羊宮妃那）
上級生。有著包子頭的特徵，溫柔熱心，總是笑容滿面。不喜歡爭吵，和椿的感情要好，而且助人為樂，無法拒絕他人的性格。擅長醫療術，但每次必須要用力拍一下對方才能傷愈。實力也不一般，能夠同時阻止山茶花與鳳仙花的打鬥。
鳳仙花（聲：河野日和）
下級生。綁有朝天辮，身高矮小的少女。不喜歡山茶花，將對方當成假想敵，被山茶花稱為「小個子」。覺得申字很醜而不喜歡申班的班名，想和戌班交換班名。
山菊（聲：廣瀨有紀）
上級生。醫療班申班的班員。興趣是圍棋。與木蓮一樣會使用醫療術。力氣很大，被鳳仙稱為「暴力肌肉笨蛋」。與寅班款冬的關係很好。

### 酉班
菫（聲：菲魯茲·藍）
上級生。酉班班長。認真並嚴格遵守計劃的性格，左撇子。擅長的忍術是「透明化」。時常被隊員薊和蒲公英激怒，以矯正兩人為目標努力著，在所有班長中與椿交情最深。
薊（聲：朝井彩加）
下級生。有著紫髮反綁及外衣半脫的特徵。擅長荊棘之術。
蒲公英（聲：井上穗乃花）
下級生。有著金髮反綁的特徵，與薊一唱一搭。

### 亥班
單論攻擊力是茜組內最強的班級，但三人都沒方向感，都是空拋蕺的大棍來隨機決定前進方向，然而每次都是“適得其反”。
蕺（聲：川井田夏海）
上級生。亥班的領隊，性格豪快的類型，非常會照顧別人。武器是大棍，力氣大。每天過著騷亂和歡樂的日常。如果被人稱為「笨蛋」的話會動怒。
梧桐（聲：小市真琴）
上級生。攻擊力與戰力相當高。兼具速度與力量。團隊中的刀使擔當。一臉嚴肅，揮劍極快，可瞬間將掉落的葉子斬成兩半。
芍藥（聲：土屋李央）
上級生。持彎刀進行作戰，紫髮，剪有斜劉海的女性。自身速度快，戰鬥的時候可以迅速接近對手，一擊必殺的戰法。

### 老師
華（聲：內山夕實）
茜組的組長，主要負責教導上級生的任教老師。充滿威嚴的女性，卻有腰痛的毛病。教導茜組忍術的指導者。保護著女孩們嚴格執行禁止與男人交流的規則，對戌班的椿寄予厚望，將她視作茜組的未來接班人。似乎曾經也對男性抱有愛慕及幻想，但多年來為了保護自己的學生而不得不掩飾內心，同時與一名疑似是蒼組的組長之神秘「男性」（聲：三上哲）有秘密往來，時常與他在私下泡溫泉（非開放給學生泡溫泉的時間）的時候見面。
木葉（聲：M·A·O）
以下級生為中心任教的老師。有著黑、灰髮與垂眼的特徵，待人不苟言笑，給人一種飄忽不定的感覺，但還是非常關心學生，秘密收藏著學生贈送的紀念物。擅長用木葉遮擋視線及捕捉學生的「舞葉之術」，同時也會醫療術及催眠術。

## 出版書籍
| 卷數 | 小學館         | 小學館                 | 東立出版社     | 東立出版社             |
| 卷數 | 發售日期       | ISBN                   | 發售日期       | ISBN                   |
| ---- | -------------- | ---------------------- | -------------- | ---------------------- |
| 1    | 2018年7月12日  | ISBN 978-4-09-128439-6 | 2019年11月7日  | ISBN 978-957-26-3325-0 |
| 2    | 2019年2月12日  | ISBN 978-4-09-128877-6 | 2020年11月19日 | ISBN 978-957-26-3326-7 |
| 3    | 2019年7月4日   | ISBN 978-4-09-129288-9 |                |                        |
| 4    | 2020年1月10日  | ISBN 978-4-09-129571-2 |                |                        |
| 5    | 2020年8月12日  | ISBN 978-4-09-850213-4 |                |                        |
| 6    | 2021年11月12日 | ISBN 978-4-09-850800-6 |                |                        |
| 7    | 2022年4月12日  | ISBN 978-4-09-851064-1 |                |                        |
| 8    | 2023年3月10日  | ISBN 978-4-09-851764-0 |                |                        |
| 9    | 2023年8月9日   | ISBN 978-4-09-852774-8 |                |                        |

## 電視動畫
2021年11月9日，宣佈將獲改編為電視動畫，動畫由CloverWorks製作，於2022年首播。當日公開前導視覺圖和前導宣傳片，並公佈主角椿的聲優為夏吉優子。

### 製作人員
- 原作：山本崇一朗[14]
- 導演：角地拓大
- 系列構成：守護音美
- 人物設計：奧田陽介
- 美術監督：吉原俊一郎
- 美術設定：青木薫
- 色彩設計：山口舞
- 道具設計：伊藤雅子
- 攝影監督：大島由貴
- 編輯：瀧川三智
- 音樂：白戶佑輔
- 音響監督：明田川仁
- 音樂制作：Aniplex
- 音樂製作人：山内真治
- 製片人：丹羽將己、山崎泰宏、中島保裕、佐佐木玲子、大和田智之
- 動畫製作人：瀬戶敬太
- 動畫製作：CloverWorks[15]
- 製作：製作委員會的心事（Aniplex、小學館、BS11、Good Smile Company、旭通DK）

### 主題曲
片頭曲「Highlight Highlight」
主唱：the peggies

#### 片尾曲
在製作期間以「女忍者椿的調音」（くノ一ツバキの音合わせ）企畫，為各班製作每集不同的專屬片尾曲。由熊野清美（くまのきよみ）作詞，白戶佑輔擔任音樂製作總指揮（General Executive Creative Producer）協同作曲，每首歌邀請不同作曲家執行作曲/編曲，其中兩首（午班、酉班）則進行公開招募選拔。
| 集數 | 曲名                                                      | 演唱 | 作曲/編曲                |
| ---- | --------------------------------------------------------- | --- | ------------------------ |
| 1    | 《あかね組活動日誌〜戌班〜》                              | 椿（夏吉優子）、山茶花（根本京里）、朝顏（鈴代紗弓） | 白戶佑輔                 |
| 2    | 《あかね組活動日誌〜未班〜》                              | 杏李（山根綺）、水芭蕉（石見舞菜香）、馬利筋（富田美憂） | 鈴木Daichi秀行           |
| 3    | 《あかね組活動日誌〜巳班〜》                              | 茴香（朝日奈丸佳）、桔梗（田中美海） | 椿山日南子               |
| 4    | 《あかね組活動日誌〜申班〜》                              | 木蓮（羊宮妃那）、山菊（廣瀨有紀）、鳳仙花（河野日和） | ha-j                     |
| 5    | 《あかね組活動日誌〜丑班〜》                              | 紫苑（長谷川育美）、鈴蘭（遠野光）、紫陽花（古賀葵） | 伊藤翼                   |
| 6    | 《あかね組活動日誌〜寅班〜》                              | 款冬（南真由）、虎杖（七瀨彩夏）、梅（和多田美咲） | Masahiro "Godspeed" Aoki |
| 7    | 《あかね組活動日誌〜辰班〜》                              | 緋桐（貫井柚佳）、蘿蔔（高田憂希）、蓮（佳原萌枝） | 菊池亮太                 |
| 8    | 《あかね組活動日誌〜亥班〜》                              | 蕺（川井田夏海）、梧桐（小市真琴）、芍藥（土屋李央） |                          |
| 9    | 《あかね組活動日誌〜酉班〜》                              | 菫（菲魯茲·藍）、薊（朝井彩加）、蒲公英（井上穗乃花） |                          |
| 10   | 《あかね組活動日誌〜子班〜》                              | 蜀葵（市之瀨加那）、向日葵（峯田茉優）、萩（近藤玲奈） | eijun                    |
| 11   | 《あかね組活動日誌〜卯班〜》                              | 花月（會澤紗彌）、木槿（伊藤彩沙）、杜鵑（幸村惠理） | yamazo                   |
| 12   | 《あかね組活動日誌〜午班〜》                              | 雛菊（高野麻里佳）、旌節花（長繩麻理亞）、鬼百合（大地葉） |                          |
| 13   | 《あかね組活動日誌 〜子丑寅卯辰巳午未申酉戌亥大集合！〜》 | 椿（夏吉優子）、山茶花（根本京里）、朝顏（鈴代紗弓） 龍膽（小原好美）、杏李（山根綺）、水芭蕉（石見舞菜香） 馬利筋（富田美憂）、茴香（朝日奈丸佳）、桔梗（田中美海） 木蓮（羊宮妃那）、山菊（廣瀨有紀）、鳳仙花（河野日和） 紫苑（長谷川育美）、鈴蘭（遠野光）、紫陽花（古賀葵） 款冬（南真由）、虎杖（七瀨彩夏）、梅（和多田美咲） 緋桐（貫井柚佳）、蘿蔔（高田憂希）、蓮（佳原萌枝） 蕺（川井田夏海）、梧桐（小市真琴）、芍藥（土屋李央） 菫（菲魯茲·藍）、薊（朝井彩加）、蒲公英（井上穗乃花） 蜀葵（市之瀨加那）、向日葵（峯田茉優）、萩（近藤玲奈） 花月（會澤紗彌）、木槿（伊藤彩沙）、杜鵑（幸村惠理） 雛菊（高野麻里佳）、旌節花（長繩麻理亞）、鬼百合（大地葉） | 白戶佑輔                 |

### 集數列表
| 集數     | 日文標題 | 中文標題                           | 編劇     | 分鏡                   | 演出                       | 作畫監督                                                                   | 總作畫監督                   | 首播日期 （2022年） | 主要互動班  | 改編自原作                                          |
| -------- | -------- | ---------------------------------- | -------- | ---------------------- | -------------------------- | -------------------------------------------------------------------------- | ---------------------------- | ------------------- | ----------- | --------------------------------------------------- |
| 一之卷   |          | 危險的男生                         | 守護音美 | 角地拓大               | 山城智惠                   | 伊藤雅子、佐佐木貴宏                                                       | 奧田陽介                     | 4月9日              | 申班        | 第一卷第1－3話                                      |
| 二之卷   |          | 努力與天才與姊姊大人一起的逃脫計畫 | 守護音美 | 佐藤光                 | 篠原正寬 角地拓大          | 高橋沙妃、                                                                 | 伊藤雅子                     | 4月16日             | 未班-       | 第一卷第6話第一卷第4話                              |
| 三之卷   |          | 友好對決男的鬼抓人                 | 守護音美 | 富井七瀨               | 富井七瀨                   | 佐佐木貴宏                                                                 | 奧田陽介                     | 4月23日             | 巳班-       | 第一卷第5話第二卷第7話                              |
| 四之卷   |          | 男生和女生木蓮的醫術               | 守護音美 | 山城智惠               | 山城智惠                   | 、佐藤沙名榮 泉美紗子、                                                    | 伊藤雅子                     | 4月30日             | -申班       | 第二卷第8話第二卷第9話                              |
| 五之卷   |          | 水果爭奪戰獨立與驕縱               | 守護音美 | 頂真司 西森章 角地拓大 | 相浦和也                   | 齋藤美旺、佐佐木貴宏 Zhou gang、工藤公聖 森本翼                            | 奥田陽介                     | 5月7日              | 午班丑班    | 第二卷第10話第四卷第23話                            |
| 六之卷   |          | 轉學生怕生                         | 守護音美 | 篠原正寛               | 倉富康平                   | 小堤悠香、駒本藍子 古林杏子、 山村俊了                                     | 佐佐木貴宏                   | 5月14日             | -           | 第二卷第11話第二卷第12話                            |
| 七之卷   |          | 龍膽的決心深夜的邀請               | 守護音美 | 松林唯人               | 峯友則                     | 森川侑紀、古德真美 小島祐佳、中林蘭子 保山誠士、                           | 奥田陽介 伊藤雅子 佐佐木貴宏 | 5月21日             | 午班-       | 第三卷第17話第三卷第15話 第二卷末附錄               |
| 八之卷   |          | 最強的班姊姊大人                   | 守護音美 | 富井七瀨               | 富井七瀨                   | 、 山崎繪美、Studio Bind 山村俊了、李嘉                                    | 伊藤雅子                     | 5月29日             | 亥班-       | 第三卷第16話第三卷第18話 第三卷末附錄               |
| 九之卷   |          | 蛇與男生所謂的成果                 | 守護音美 | 角地拓大               | 角地拓大                   | 、佐佐木貴宏 、藤澤俊幸 、李嘉 何映潭、山村俊了                            | 奥田陽介                     | 6月5日              | -酉班       | 第四卷第19話第七卷第41話                            |
| 十之卷   |          | 班長的煩惱借出與借來               | 守護音美 | 倉田綾子               | 倉田綾子                   | 河合拓也                                                                   | 奥田陽介                     | 6月12日             | 子班未班    | 第三卷第14話第四卷第21話 第四卷末附錄               |
| 十一之卷 |          | 受歡迎術想受歡迎                   | 守護音美 | 福田道生               | 佐佐木純人 兒玉亮          | 佐藤結花、崔駿祥 大津梨香、泉美紗子 山村俊了、何映潭 李嘉、Ast 金禧英、CJT | 奧田陽介 佐佐木貴宏          | 6月19日             | 卯班申班    | 第四卷第24話 第五卷第25話第五卷第26話 第五卷末附錄  |
| 十二之卷 |          | 勁敵男生的畫像                     | 守護音美 |                        |                            | 、 森本翼、山崎繪美                                                        | 伊藤雅子                     | 6月26日             | 午班、未班- | 第五卷第27話第五卷第29話                            |
| 十三之卷 |          | 決戰！茜組VS男生！？               | 守護音美 | 井端義秀               | 山城智惠 倉富康平 角地拓大 | 、向川原憲 泉美紗子、藤澤俊幸 齋藤美旺、 山下菜摘、                        | 奥田陽介 伊藤雅子 佐佐木貴宏 | 7月3日              | -           | 前半：動畫原創 後半： 第五卷第28、30話 第六卷第32話 |

### 播映平台
日本深夜動畫：下文記載的日本国内播放時間使用日本標準時間（UTC+9）表示。因為部分時間标识會採用30小时制，因此請留意这类超过24:00的时间，其實際播放時間為翌日清晨。
| 播放日期        | 播放時間（UTC+9）    | 播放電視台 | 播放區域   | 備註                           |
| --------------- | -------------------- | ---------- | ---------- | ------------------------------ |
| 2022年4月9日－  | 星期日 24:00 - 24:30 | 東京電視台 | 東京都     |                                |
| 2022年4月9日－  | 星期日 24:00 - 24:30 | 栃木電視台 | 栃木縣     |                                |
| 2022年4月9日－  | 星期日 24:00 - 24:30 | 群馬電視台 | 群馬縣     |                                |
| 2022年4月9日－  | 星期日 24:00 - 24:30 | BS11       | 日本全國   | 製作参加 / BS放送 / ANIME+播放 |
| 2022年4月9日－  | 星期日 26:25 - 26:55 | 中京電視台 | 中京廣域圈 |                                |
| 2022年4月9日－  | 星期日 27:38 - 28:08 | MBS        | 近畿廣域圈 | 毎日放送                       |
| 2022年4月10日－ | 星期日 21:30 - 22:00 | AT-X       | 日本全國   | CS放送 / 重複廣播              |

## 外部連結
- 官方網站（日語）
- 電視動畫官方網站（日語）
- 電視動畫的X（前Twitter）（日語）